# Stade Marcel-Verchère
Das Stade Marcel-Verchère ist ein Rugby- und Fußballstadion in der französischen Stadt Bourg-en-Bresse im Département Ain. Es ist das Heimspielstätte des Rugbyclubs US Bressane in der Pro D2, der zweithöchsten Liga im französischen Rugby, spielt. Zudem nutzt der Fußballverein FC Bourg-Péronnas, momentan in der National (D3), das Stadion.

## Geschichte
Die Anlage trägt in Gedenken den Namen des Rugbyspielers Marcel Verchère, einem Spieler der US Bressane, der sich bei einem brutalen Foul während des Spiels am 24. Oktober 1937 gegen die US Oyonnax verletzte und zwei Tage später starb. Das Stade Marcel-Verchère bietet 11.500 Plätze, davon sind 5.500 Sitzplätze. Seit dem Sommer 2015 besitzt das Spielfeld einen Hybridrasen (AirFibr). 2017 bekam das Stadion eine neue Nordtribüne. Weitere Umbauten an der Anlage sind für 2018 in Planung.

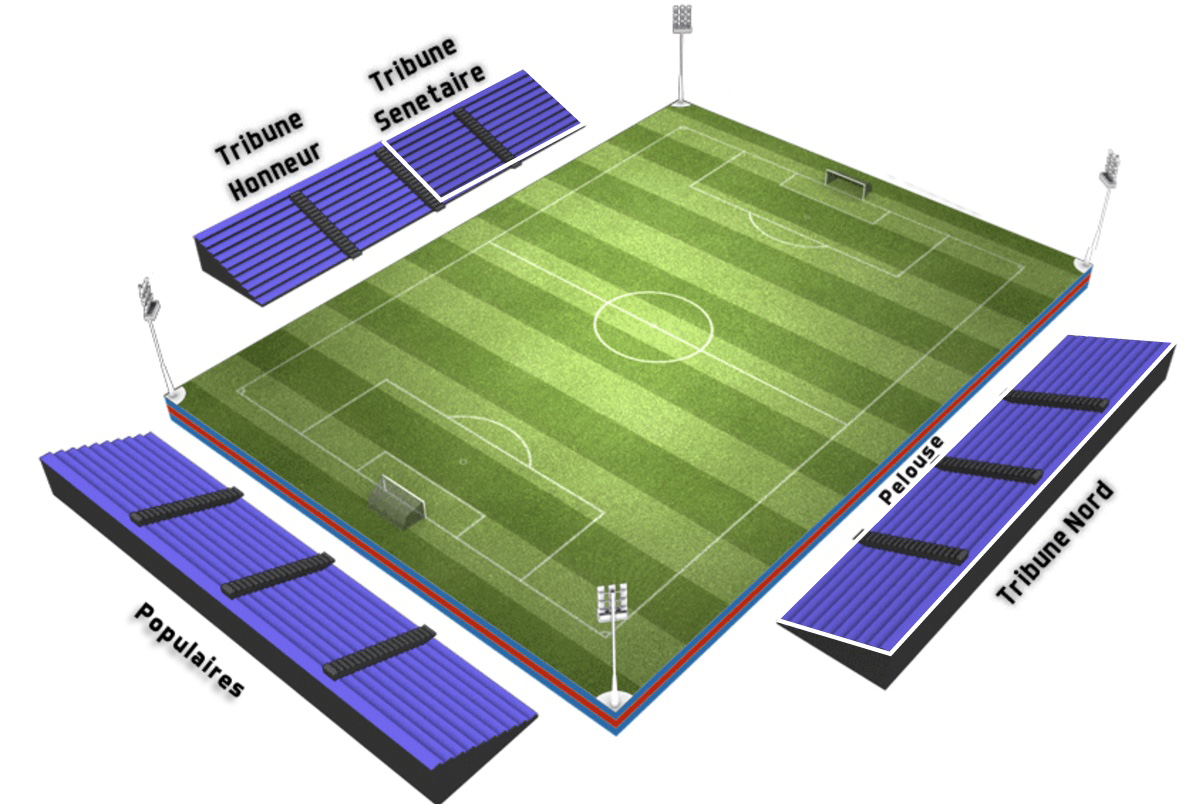
Plan des Stade Marcel-Verchère
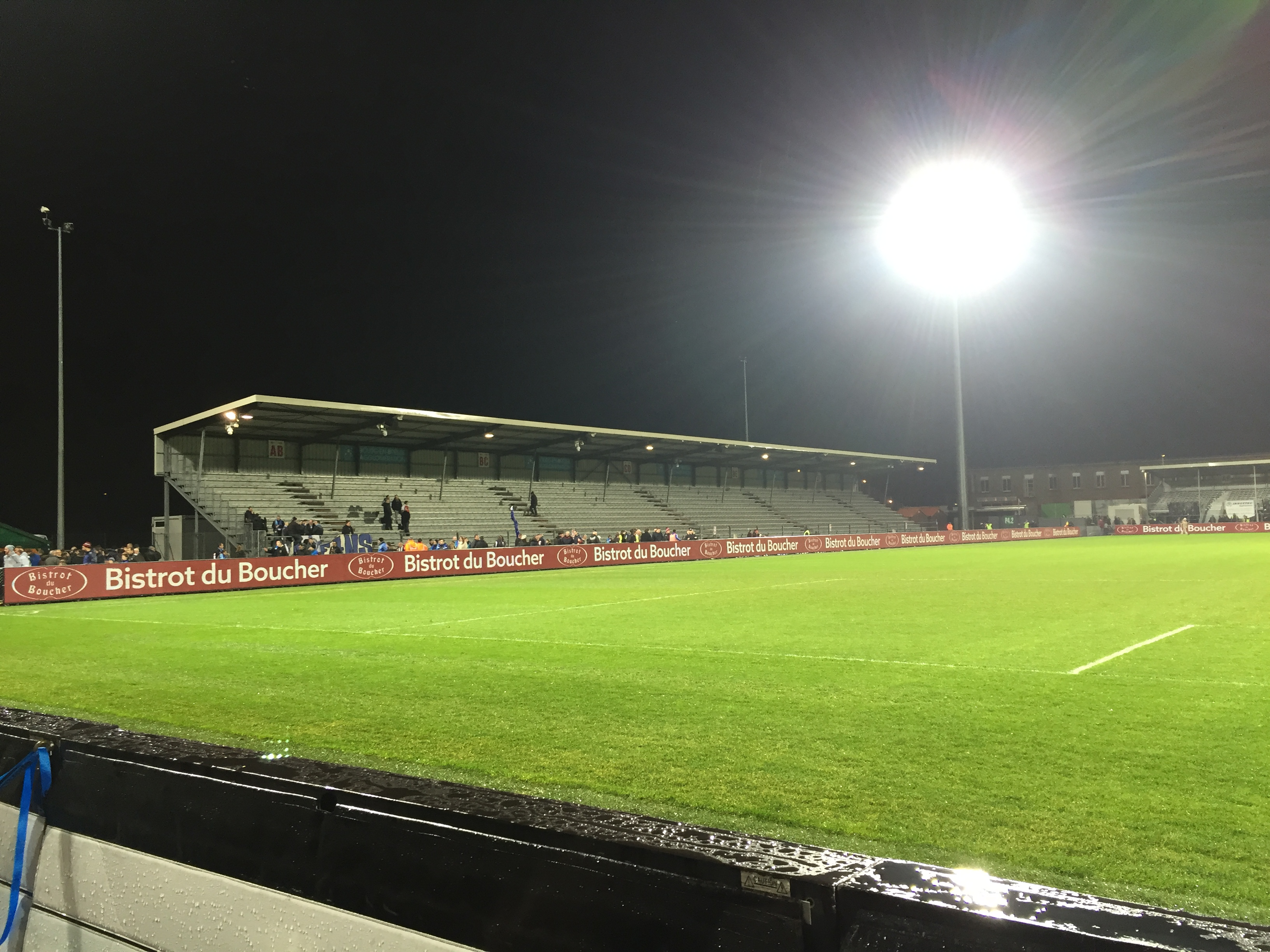
Die alte Tribune Nord (Januar 2016)
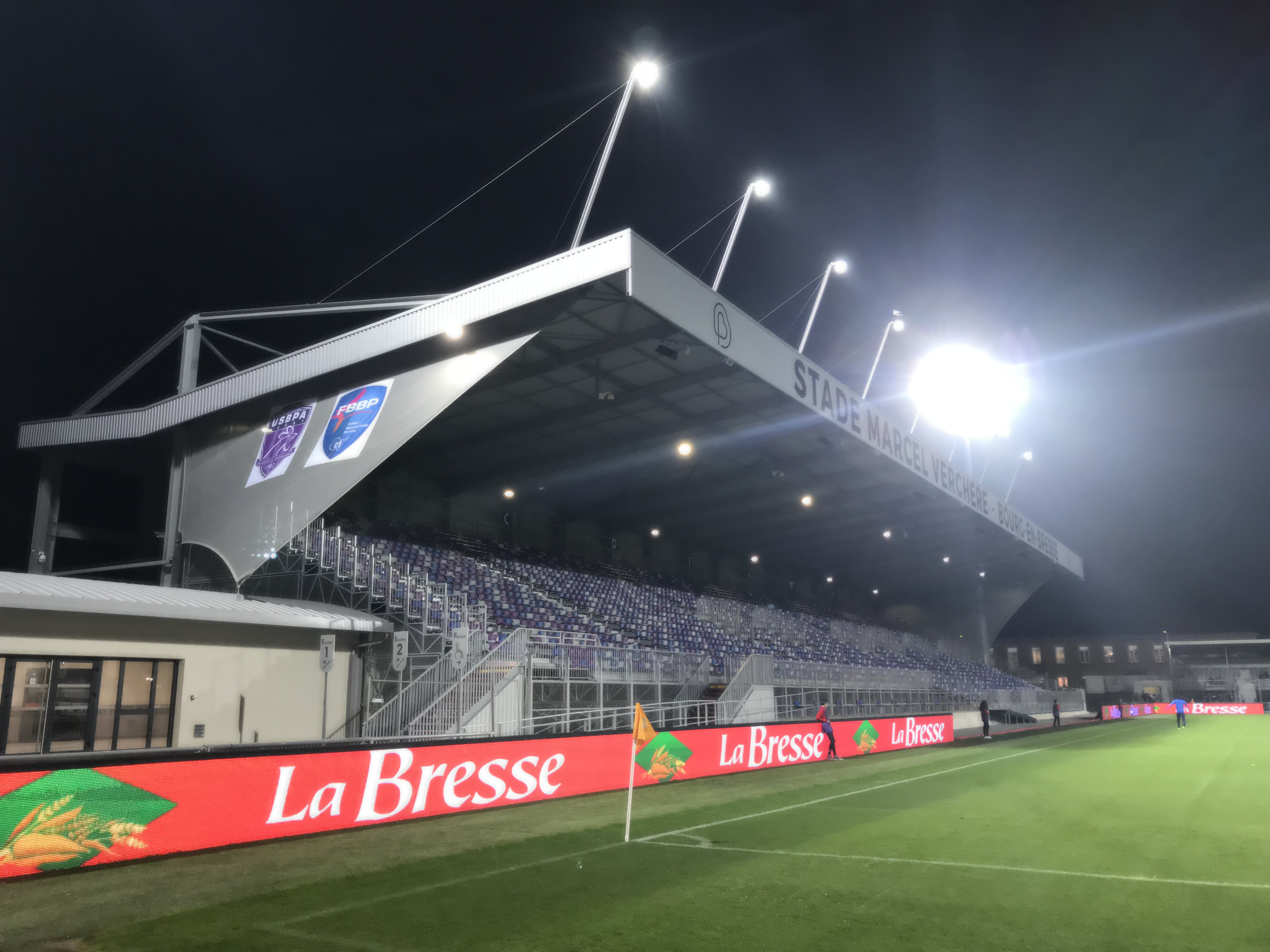
Die neue Tribune Nord (Oktober 2017)
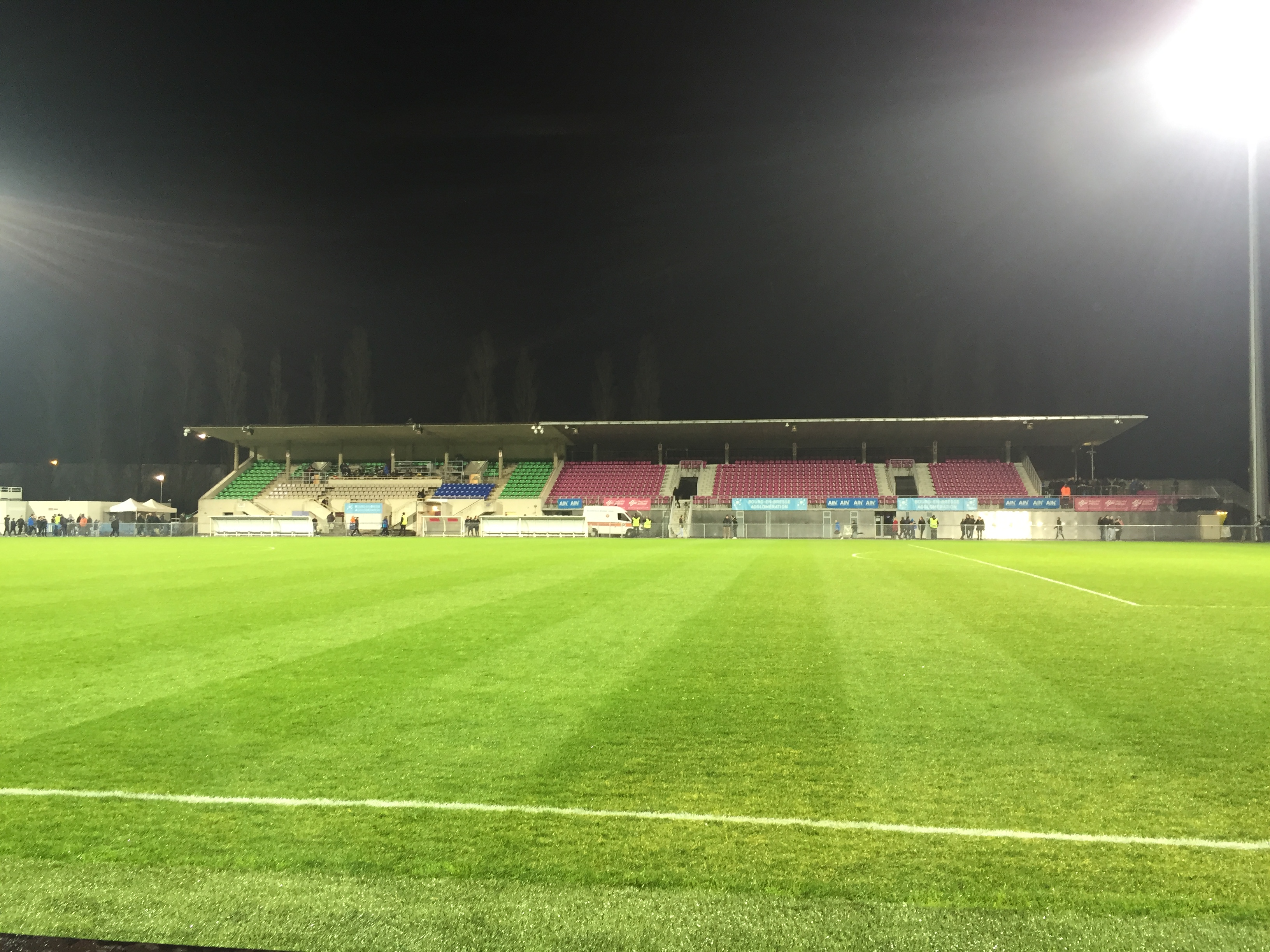
Die nebeneinander stehenden Tribune Senetaire und Tribune Honneur (Januar 2016)
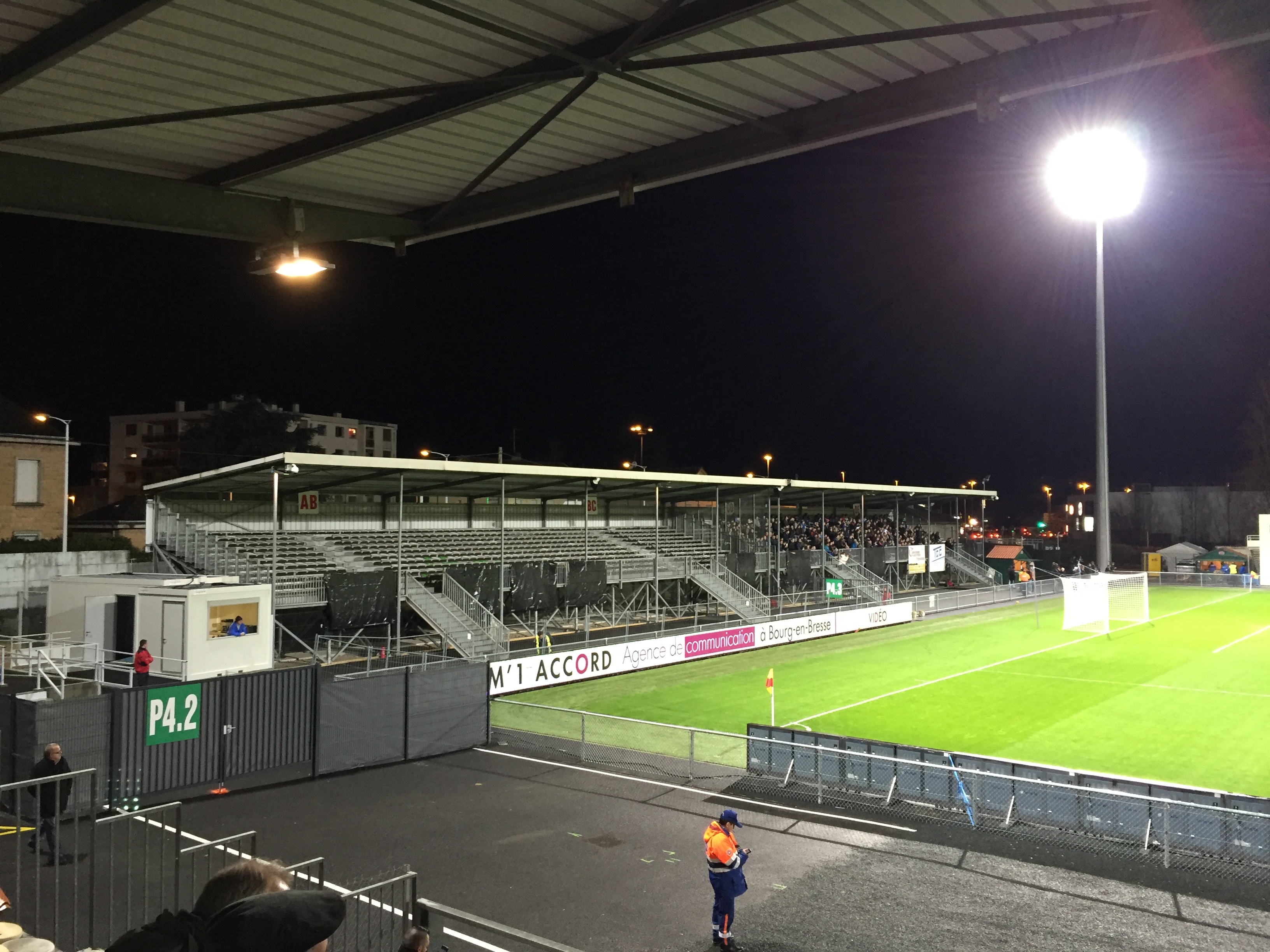
Die Tribune Est (Januar 2016)